# Józef Grundmann
Józef Grundmann, właśc. Werner Grundmann (ur. 13 października 1934, zm. 28 marca 1991 we Wrocławiu) – polski kolarz torowy, a następnie trener, m.in. Janusza Kierzkowskiego.

## Zawodnik
Był czołowym polskim kolarzem torowym lat 50. Występował jako zawodnik Gwardii Łódź, Gwardii Wrocław i Sparty Wrocław. Trzynastokrotnie sięgał po mistrzostwo Polski – w sprincie (1954, 1955, 1956, 1958), tandemach (1961 z Augustynem Wacheckim), wyścigu na 1000 m ze startu zatrzymanego (1957), wyścigu na 4000 m na dochodzenie (1954), wyścigu na 4000 m drużynowo (1953, 1955, 1957, 1958), wyścigu długodystansowym na 50 km (1953, 1954). Dwunastokrotnie poprawiał rekord Polski na różnych dystansach, w tym w latach 1954–1961 pięciokrotnie w wyścigu na 1000 m ze startu zatrzymanego – od 1.14.2 do 1.12.1 i dwukrotnie w wyścigu drużynowym na 4000 m na dochodzenie (5.00.0 - 21 czerwca 1954 w Tule i 4.53.3 – 17 sierpnia 1958 w Krakowie). Razem ze Zbysławem Zającem był pierwszym polskim kolarzem torowym, który wystąpił po II wojnie światowej na Mistrzostwach Świata w Kolarstwie Torowym 1955. Łącznie reprezentował polskie barwy na tej imprezie czterokrotnie (1955, 1956, 1959, 1960), zawsze w sprincie, odpadając jednak za każdym razem w eliminacjach.

## Trener
W 1961 został trenerem kolarstwa w Sparcie Wrocław, gdzie jego najwybitniejszym zawodnikiem był Janusz Kierzkowski, a w 1972 po upadku sekcji został trenerem w KS Dolmel Wrocław. W 1968 i 1973 został wybrany najlepszym trenerem Dolnego Śląska w Plebiscycie „Słowa Polskiego”. 
Został pochowany na Cmentarzu Osobowickim we Wrocławiu. Od 1992 organizowany jest wyścig kolarski poświęcony jego pamięci – Memoriał Józefa Grundmanna. Jest patronem Wrocławskiego Toru Kolarskiego przy ul. Żmigrodzkiej.

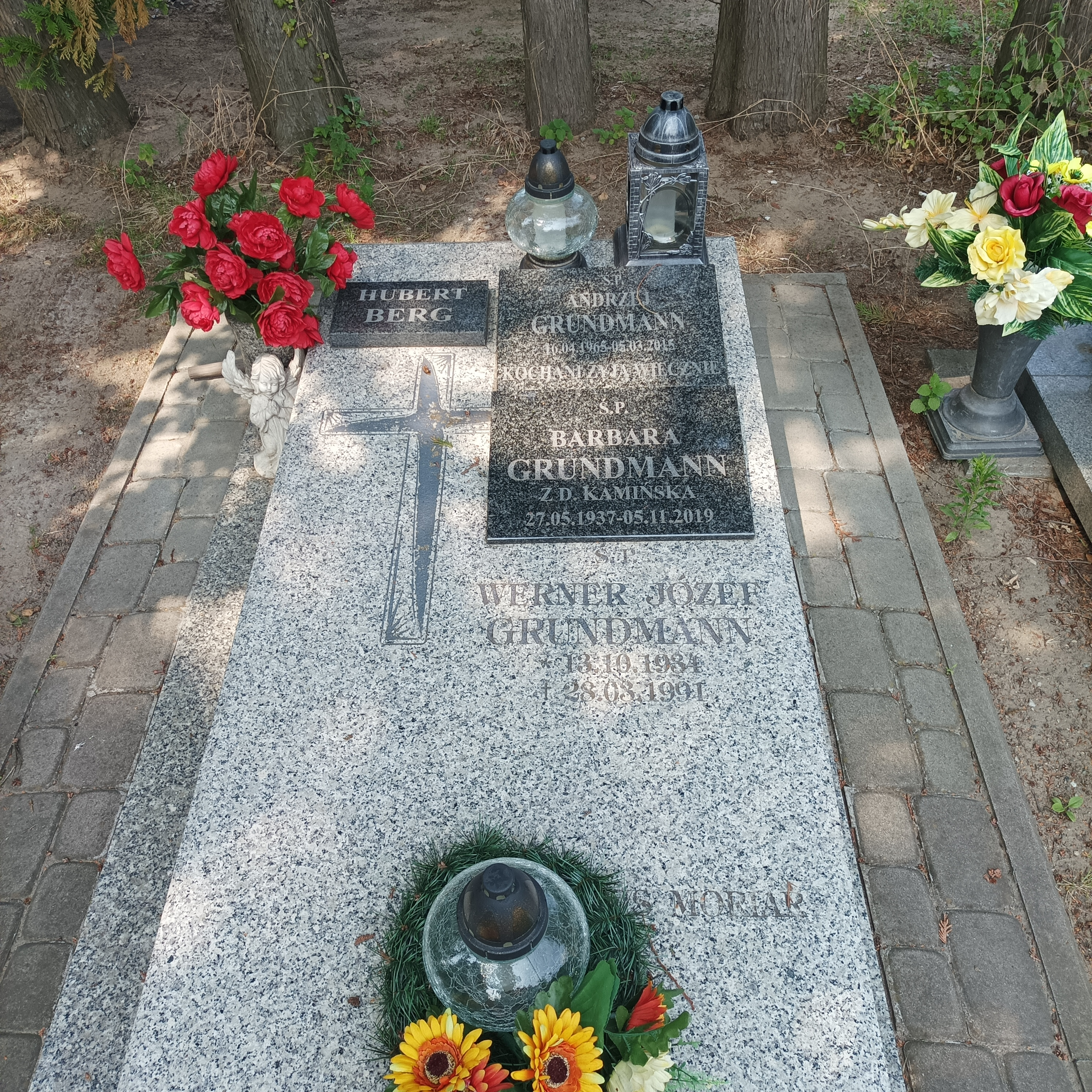
Grób Józefa Grundmanna na Cmentarzu Osobowickim